# Ильинский Остров
Ильинский Остров — деревня в Няндомском районе Архангельской области Российской Федерации.

## География
Находится на южном берегу Большого Мошинского озера в 40 км к востоку от города Няндома.
В 3 км к югу от деревни проходит автодорога Пудож (А119) — Долматово (М8).

## История
По состоянию на 1873 год на Ильинском острове находились две деревни: Исаковская (5 дворов, 13 мужчин, 25 женщин) и Мининская (4 двора, 21 мужчина, 13 женщин, часовня). Обе относились к Каргопольскому уезду.

## Археология
Одноименная неолитическая стоянка.

## Достопримечательности
Деревянная недействующая церковь Илии Пророка, построенная между 1825 и 1875 годами.

## Население
| 2002 | 2010 | 2012 |
| ---- | ---- | ---- |
| 0    | →0   | →0   |